# Schoonbron
Schoonbron (en limbourgeois Sjuèmer) est un hameau néerlandais dans la commune de Fauquemont-sur-Gueule, dans la province du Limbourg néerlandais.
Schoonbron est situé le long de la route de Strucht à Wijlre. Le toponyme vient probablement de la source claire (littéralement source propre ou belle) située dans le hameau, et qui donne naissance à un petit ruisseau affluent de la Gueule.
Jusqu'en 1982, le hameau faisait partiellement partie de la commune de Wijlre.